# Stadio Sheriff
Lo Stadio Sheriff (in russo Стадион Шериф Тирасполь?, Stadion Šerif; in moldavo Стадионyл Шерифф? o Stadionul Șeriff; in ucraino Стадіон Шериф?, Stadion Šerif; in romeno Stadionul Șeriff) è uno stadio di calcio della città di Tiraspol, in Moldavia, sede delle partite casalinghe dello Sheriff Tiraspol.
I lavori di costruzione dello stadio sono iniziati nell'agosto del 2000 per concludersi nel maggio del 2002. L'inaugurazione ufficiale è avvenuta nel luglio dello stesso anno.
La costruzione dello stadio è stata finanziata dalla compagnia moldava Sheriff, proprietaria della struttura e della squadra che ospita. L'impianto ha una capienza di 14 300 spettatori, e ha ospitato alcune partite della nazionale moldava.
Lo stadio fa parte di un complesso sportivo (Complexul Sheriff) che comprende uno stadio più piccolo denominato Malaja Sportivnaja Arena, uno coperto utilizzato in inverno, una scuola calcio e gli alloggi per i calciatori professionisti.

## Galleria d'immagini

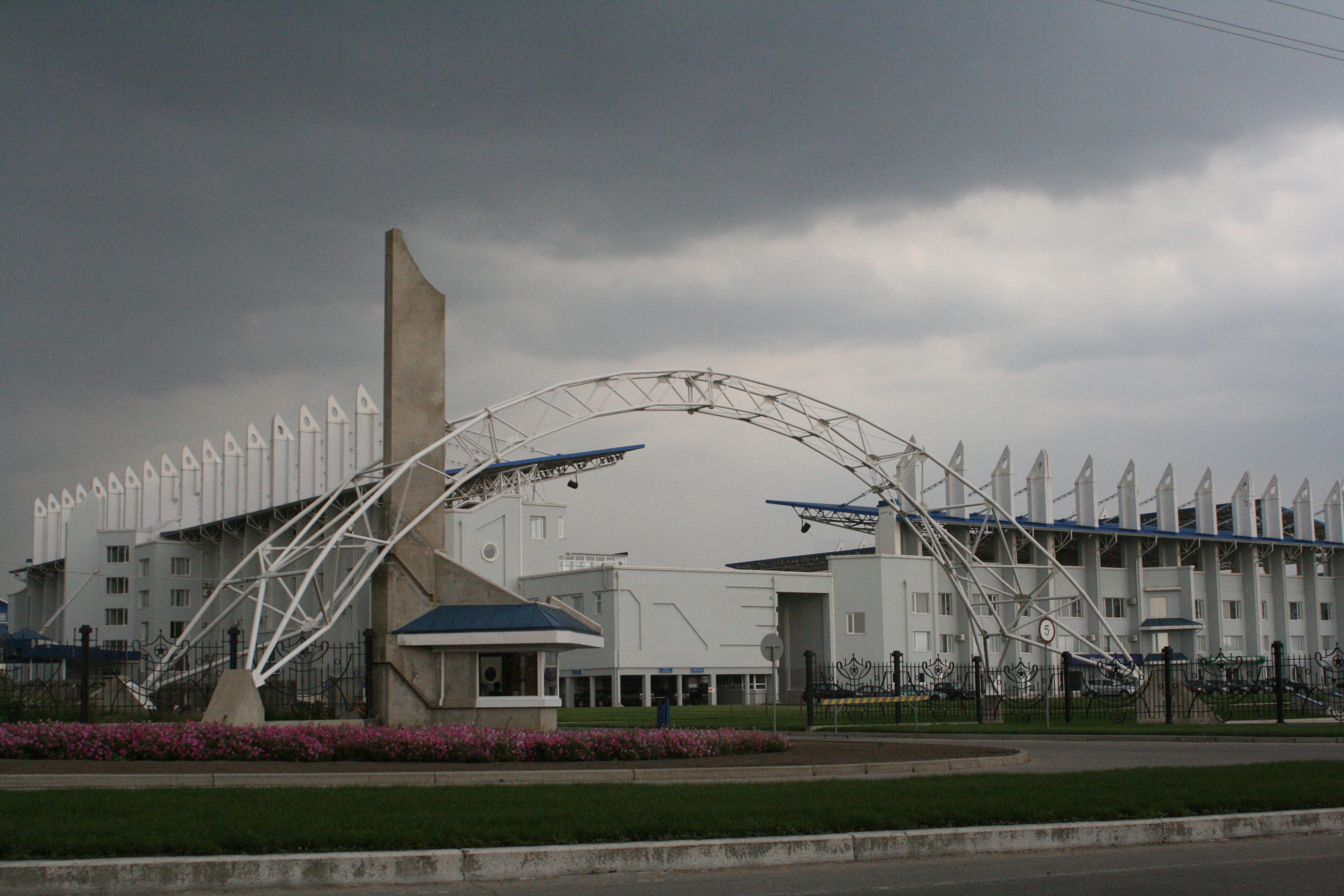
Il caratteristico arco posto all'ingresso
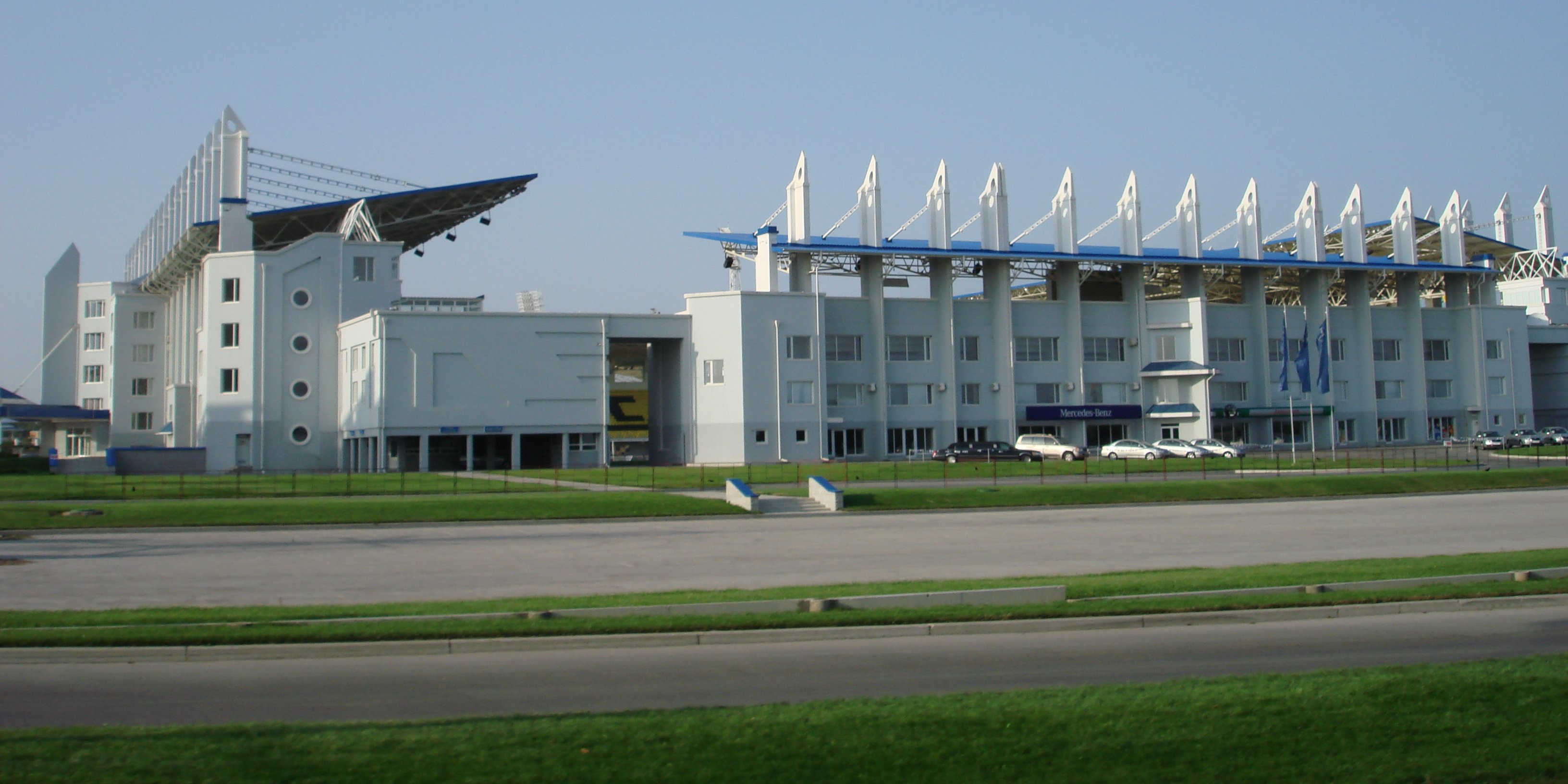
Altra vista dell'esterno
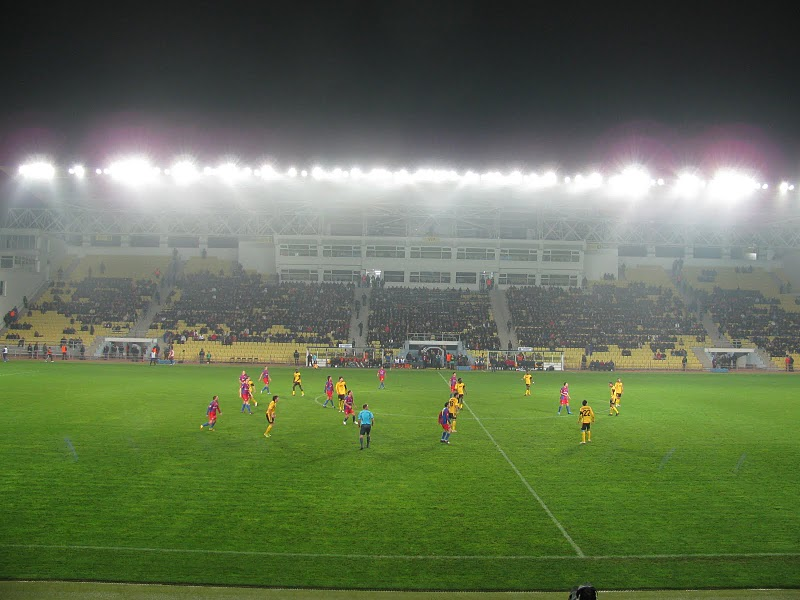
Match di Europa League tra Sheriff e Steaua
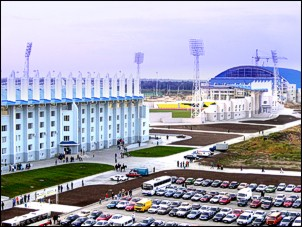
Il complesso sportivo